# Джамабад
Джамабад (перс. جام اباد) — село в Ірані, у дегестані Сарук, у бахші Сарук, шагрестані Фараган остану Марказі. За даними перепису 2006 року, його населення становило 11 осіб, що проживали у складі 4 сімей.

## Клімат
Середня річна температура становить 11,75 °C, середня максимальна – 31,38 °C, а середня мінімальна – -11,11 °C. Середня річна кількість опадів – 271 мм.
| Клімат поселення                              | Клімат поселення | Клімат поселення | Клімат поселення | Клімат поселення | Клімат поселення | Клімат поселення | Клімат поселення | Клімат поселення | Клімат поселення | Клімат поселення | Клімат поселення | Клімат поселення | Клімат поселення |
| Показник                                      | Січ.             | Лют.             | Бер.             | Квіт.            | Трав.            | Черв.            | Лип.             | Серп.            | Вер.             | Жовт.            | Лист.            | Груд.            |                  |
| Середній максимум, °C                         | 6,67             | 9,02             | 13,71            | 19,14            | 23,73            | 30,19            | 31,38            | 30,88            | 25,98            | 20,04            | 13,03            | 7,24             |                  |
| Середня температура, °C                       | −2,22            | 0,14             | 4,84             | 10,26            | 14,85            | 21,30            | 25,25            | 24,77            | 19,85            | 13,91            | 6,92             | 1,11             |                  |
| Середній мінімум, °C                          | −11,11           | −8,76            | −4,05            | 1,38             | 5,96             | 12,42            | 19,13            | 18,64            | 13,72            | 7,79             | 0,79             | −5,01            |                  |
| Норма опадів, мм                              | 40               | 35               | 48               | 37               | 34               | 6                | 1                | 1                | 0                | 8                | 24               | 37               |                  |
| Середньомісячна швидкість вітру, м/с          | 1.96             | 1.95             | 2.80             | 3.08             | 2.84             | 2.49             | 2.47             | 2.38             | 2.23             | 2.14             | 1.82             | 1.44             |                  |
| Середньомісячна сонячна радіація, кДж/м²·день | 8953             | 12214            | 14766            | 18170            | 22118            | 26910            | 25924            | 24044            | 20929            | 15442            | 10843            | 8863             |                  |
| --------------------------------------------- | ---------------- | ---------------- | ---------------- | ---------------- | ---------------- | ---------------- | ---------------- | ---------------- | ---------------- | ---------------- | ---------------- | ---------------- | ---------------- |
| Джерело:                                      |                  |                  |                  |                  |                  |                  |                  |                  |                  |                  |                  |                  |                  |